# Резерв Корпусу морської піхоти США

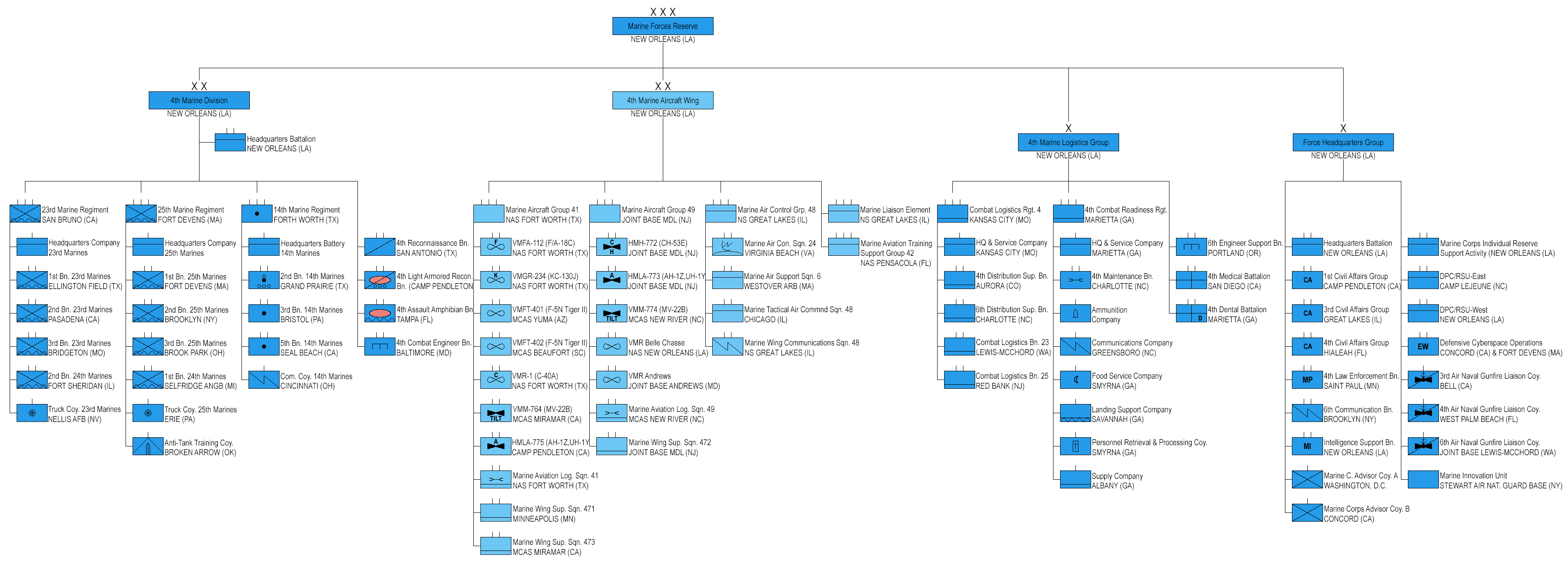
Організаційна структура Резерву Корпусу морської піхоти США

Резерв Корпусу морської піхоти США (англ. United States Marine Corps Reserve, USMCR, також Резерву морської піхоти (англ. Marine Forces Reserve, MARFORRES або MFR) — одна зі складових Корпусу морської піхоти США, яке підпорядковується окремому командуванню Корпусу морської піхоти, який включає більше за 38 500 підготовленого особового складу та персоналу і 185 навчальних центрів підготовки резерву морської піхоти. Основним призначенням Резерву КМП є посилення та відновлення боєздатності регулярних частин морської піхоти у воєнний час, а також виконання завдань у разі техногенних чи природних катастроф, надзвичайних ситуацій тощо.
29 серпня 1916 року Резерв морської піхоти був заснований  Актом Конгресу США. Цю структуру створили з метою заснування фундаментальних основ підготовки, тренування, удосконалення особового складу, підрозділів та частин морської піхоти для подальшого їх застосування за призначенням.
MARFORRES складається з двох основних компонентів: морські піхотинці та моряки. Перша група — курс підготовки резерву морської піхоти, що проводиться з резервістами один тиждень у місяць та два тижні на рік. Друга група Резерв індивідуальної готовності — структура, до якої зараховуються відставні морські піхотинці, що завершили свій термін перебування на дійсній службі, й увійшли до складу спеціального резерву на випадок оголошення війни чи воєнних дій.